# Spogostylum zaitzevi
Spogostylum zaitzevi är en tvåvingeart som beskrevs av Neal L. Evenhuis och Greathead 1999. Spogostylum zaitzevi ingår i släktet Spogostylum och familjen svävflugor. Inga underarter finns listade i Catalogue of Life.